# Władysław Heller (trener)

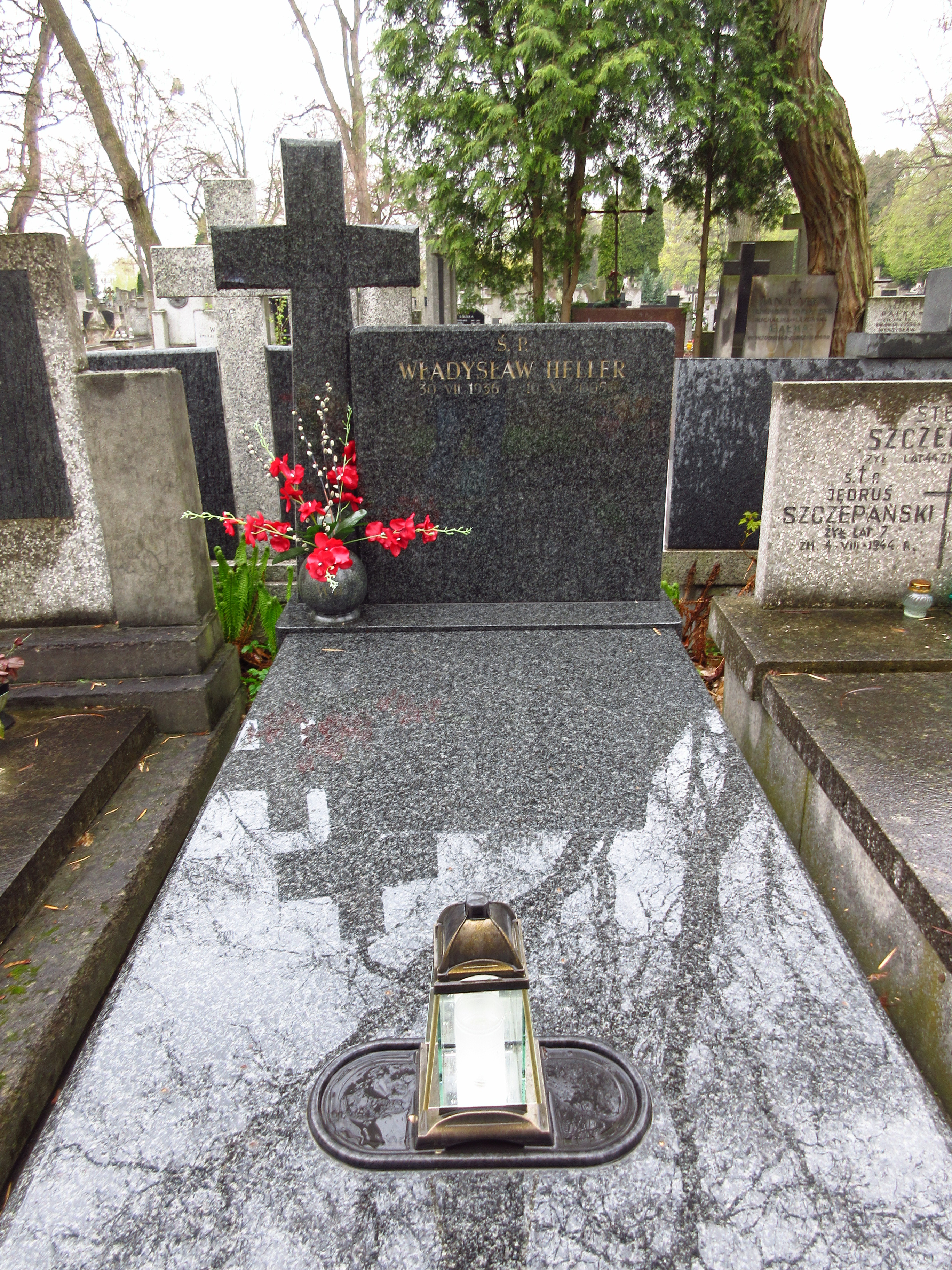
Grób Władysława Hellera na cmentarzu Bródnowskim

Władysław Heller (ur. 1936 w Brennej, zm. 10 listopada 2005 w Warszawie) — polski trener siatkówki, działacz i pedagog.
Absolwent AWF w Warszawie, był w latach 70. i 80. kierownikiem wyszkolenia w Polskim Związku Piłki Siatkowej; później pracował jako specjalista ds. sportu wyczynowego w Urzędzie Kultury Fizycznej i Sportu oraz w Polskiej Konfederacji Sportu.
Jego synem jest dziennikarz sportowy Bartosz Heller. Pochowany na cmentarzu Bródnowskim (kwatera 57D-3-27).